# Víctor Cabedo
Víctor Cabedo (Onda, Castellón, 15 de junio de 1989-Almedíjar, Castellón, 19 de septiembre de 2012) fue un ciclista profesional español que acabó su carrera en el equipo Euskaltel-Euskadi.

## Trayectoria
Debutó como profesional con el equipo Orbea Continental en 2011, donde pronto empezó a destacar, con un quinto puesto en la Klasika Primavera y sobre todo con la victoria en la cuarta etapa de la Vuelta a Asturias, con meta en Oviedo. Además, poco después fue 9.º, 8.º tras la sanción a Alberto Contador debido al Caso Contador, en el Campeonato de España en Ruta, siendo el primero de un equipo no UCI ProTeam.
En 2012 dio el salto al equipo UCI ProTeam (máxima categoría) del Euskaltel-Euskadi. Falleció el 19 de septiembre de 2012, arrollado por un coche mientras entrenaba.

## Vida privada
Fue pareja de la exciclista Dorleta Zorrilla que un año después se convertiría en una de las máximas responsables de la Fundación Euskadi.
Su hermano Óscar Cabedo es ciclista profesional.

## Palmarés
2011
- 1 etapa de la Vuelta a Asturias

## Equipos
- Orbea Continental (2011)
- Euskaltel-Euskadi (2012)